# 時間からの影
『時間からの影』（じかんからのかげ、英: The Shadow Out of Time）は、1936年に出版されたアメリカのホラー作家ハワード・フィリップス・ラヴクラフトの小説作品。
クトゥルフ神話内においては「大いなる種族物語」の代表作である。

## 概要
ナサニエル・ウィンゲート・ピースリーの記憶に欠損が生じ、調べていくうちに何者かに肉体を乗っ取られていたことが判明するホラーSF小説である。イースの大いなる種族が登場した。タイトルは宇宙からの色のセルフパロディ。
1934年11月から1935年3月にかけて執筆され、『アスタウンディング・ストーリーズ』1936年6月号に掲載された。
また、ラヴクラフトが同作を生み出すにあたっては、ウィリアム・H・ホジスンの小説『異次元を覗く家』が手掛かりになったと推察されている。
2012年にはスウェーデンで同作が15分程度のショートホラーとして映像化されている。
2013年にはSelf Made Heroにより、書籍化がされている。
後に田辺剛は、『時を超える影 1 ラヴクラフト傑作集』の中で同作をコミカライズしている。

## 内容
大学教授のナサニエル・ウィンゲート・ピースリー（Nathaniel Wingate Peaslee）は、1908年のある日に倒れこみ、目覚めたときには全ての記憶を失っていた。人格も変わった教授は、驚くべき速度で異なる学問を習得し、ヒマラヤやアラビアに出かける。だが1913年に再び昏睡に陥り、目覚めると、元のピースリーに戻っていたが5年間のことは完全に忘れていた。ピースリーは奇妙な夢を見るようになり、記憶喪失期間の自分について調査を始める。

## 収録
- 創土社『暗黒の秘儀』仁賀克雄訳「超時間の影」
- 国書刊行会『定本ラヴクラフト全集6』福岡洋一訳「超時間の影」
- 創元推理文庫『ラヴクラフト全集3』大瀧啓裕訳「時間からの影」
- 新潮文庫『狂気の山脈にて クトゥルー神話傑作選』南條竹則訳「時間からの影」
- 星海社FICTIONS『狂気の山脈にて 新訳クトゥルー神話コレクション6』森瀬繚訳「時間（とき）を超えてきた影」

## 関連作品
- 異次元の影 - オーガスト・ダーレスによるリメイク作品。